# Finska orientsällskapet
Finska orientsällskapet (finska: Suomen itämainen seura) är en finländsk orientalistiskt sällskap. 
Finska orientsällskapet, som har sitt säte i Helsingfors, grundades 1917 på initiativ av Knut Tallqvist med syfte att främja forskningen om österländska kulturer. Sällskapet utger bland annat den vetenskapliga publikationsserien Studia Orientalia (sedan 1925). Sällskapet, som 2002 hade omkring 170 medlemmar, är ansluten till Vetenskapliga samfundens delegation.